# B.G. Knocc Out
B.G. Knocc Out, vero nome Al Hassan Naqiyy, nato Arlandis Hinton (Compton, 23 gennaio 1975), è un rapper statunitense, noto soprattutto per la partecipazione nel singolo di Eazy-E Real Muthaphuckkin G's del 1993.

## Biografia
Hinton, nacque  e crebbe a Compton (California), lui e suo fratello Dresta divennero membri della gang dei Crips. Eazy-E, più che celebre rapper di Compton, riconobbe il talento dei due fratelli e registrò alcune canzoni con loro. B.G. Knocc Out(Hinton) e Dresta(Wicker) si unirono alla Ruthless Records, label fondata e di appartenenza dello stesso Eazy-E. Entrambi parteciparono all'album di Eazy-E It's On (Dr. Dre) 187um Killa nel 1993, apparendo entrambi nel singolo Real Muthaphuckkin G's.
Dopo la morte di Eazy-E nel 1995, B.G. Knocc Out ha continuato la sua carriera musicale collaborando con vari artisti. Nel 1995, insieme a Dresta, ha pubblicato l'album di debutto "Real Brothas", che ha raggiunto la posizione n. 128 nella Billboard 200, n. 15 nella Top R&B Albums e n. 5 nella Heatseekers Albums.

[1]  Durante questo periodo, ha partecipato a diversi album hip-hop di rilievo, tra cui "Str8 off tha Streetz of Muthaphukkin Compton" di Eazy-E (1996), "One Mo Nigga ta Go" di DJ Yella (1996) e "T.H.U.G.S." di Flesh-n-Bone (1996). [1]
Nel 1998, B.G. Knocc Out è stato condannato per tentato omicidio e ha scontato una pena detentiva di dieci anni. Durante la sua incarcerazione, si è convertito all'Islam e ha cambiato il suo nome in Al Hasan Naqiyy. [1]  Dopo il suo rilascio nel 2008, ha ripreso la carriera musicale pubblicando diversi album, tra cui "Eazy-E's Protege" (2011), "Nutty by Nature" (2015), "Blocc Boyz" (2015), "St. L.A." (2015), "Uncommon" (2017), "Da New Crip" (2017) e "5st Regime Change" (2018).

## Discografia

### Album in studio
- 1995 - Real Brothas (con Dresta)
- 2011 - Eazy-E's Protege
- 2015 - Nutty by Nature
- 2015 - Blocc Boyz
- 2017 - Uncommon
- 2017 - 1-Up

### Raccolte
- 2017 - Features

### EP
- 2015 - St. L.A.
- 2017 - Da New Crip
- 2018 - 5st Regime Change